# Pseudophoxinus egridiri
Pseudophoxinus egridiri (türkischer Trivialname: Yag Baligi) ist eine seltene Süßwasserfischart aus der Familie der Karpfenfische (Cyprinidae). Früher kam sie in den Zuflüssen des türkischen Eğirdir Gölü (Eğirdir-See) vor, heute ist ihr Verbreitungsgebiet auf eine Quelle beschränkt, die mit dem Eğirdir Gölü verbunden ist.

## Merkmale
Pseudophoxinus egridiri ist eine kleine Art, die eine Gesamtlänge von 6,1 cm erreicht. Der Körper ist schlank, seitlich etwas abgeflacht und mit kleinen Schuppen bedeckt. Das Maul ist endständig oder leicht aufwärts gerichtet. Die Anzahl der Dorsalstrahlen beträgt acht. Die Afterflosse hat gewöhnlich sechs, seltener sieben Weichstrahlen. Die Anzahl der Seitenlinienschuppen beträgt 43 bis 54. Es sind zwei porige Laterallinien vorhanden. Die Anzahl der Schlundzähne beträgt vier bis fünf. Auf dem ersten Kiemenbogen befinden sich sieben bis neun (selten zehn) Dornenreusen. Die Anzahl der Wirbel beträgt 35 bis 36 (selten 34 bis 37). Der Rücken ist dunkelgrau oder bräunlich. Flanken und Bauch sind hellgelb oder weißlich.

## Lebensraum und Lebensweise
Der Lebensraum umfasst gemäßigte stehende (lentische) und fließende (lotische) Gewässer mit üppiger Vegetation. Die Nahrung von Pseudophoxinus egridiri besteht aus Insektenlarven. Über das Fortpflanzungsverhalten dieser Art ist nichts bekannt.

## Status
Die IUCN listet Pseudophoxinus egridiri in die Kategorie „vom Aussterben bedroht“ (critically endangered). 1955 wurde der Zander (Sander lucioperca) im Eğirdir Gölü und in seinen Zuflüssen eingeführt, der den kleinen endemischen Fischarten derart nachstellte, dass Mitte der 1980er Jahre das Aussterben von Pseudophoxinus egridiri befürchtet wurde. 1993 konnte jedoch eine Population in einer Quelle in der Nähe des Eğirdir Gölü wiederentdeckt werden. Auch der Zander wurde dort nachgewiesen, bisher scheint Pseudophoxinus egridiri in der Vegetation dieser Quelle Schutz vor den Nachstellungen des Raubfisches zu finden.